# Мейска-Гурка (гмина)
Мейска-Гурка (пол. Miejska Górka) — гмина (волость) в Польше, входит как административная единица в Равичский повет, Великопольское воеводство. Население — 9283 человека (на 2006 год, городское население составляло 3128 чел.). Центр гмины — город Мейска-Гурка.

## Сельские округа
1. Домброва
2. Длонь
3. Гостково
4. Каролинки
5. Колачковице
6. Конары
7. Немажин
8. Очковице
9. Пяски
10. Залесе
11. Рошково
12. Рошкувко
13. Розстемпнево
14. Жичково
15. Собялково
16. Топулька
17. Вощково
18. Закшево

## Соседние гмины
1. Гмина Бояново
2. Гмина Ютросин
3. Гмина Кробя
4. Гмина Пакослав
5. Гмина Пемпово
6. Гмина Понец
7. Гмина Равич